# Sochocino-Czyżewo
Sochocino-Czyżewo – wieś sołecka w Polsce położona w województwie mazowieckim, w powiecie płockim, w gminie Bulkowo.
W latach 1975–1998 miejscowość administracyjnie należała do województwa płockiego.
| SIMC    | Nazwa              | Rodzaj    |
| ------- | ------------------ | --------- |
| 0561715 | Sochocino-Suchardy | część wsi |